# Louan-Villegruis-Fontaine
Louan-Villegruis-Fontaine är en kommun i departementet Seine-et-Marne i regionen Île-de-France i norra Frankrike. Kommunen ligger i kantonen Villiers-Saint-Georges som tillhör arrondissementet Provins. År 2022 hade Louan-Villegruis-Fontaine 492 invånare.

## Befolkningsutveckling
Antalet invånare i kommunen Louan-Villegruis-Fontaine
| Referens: INSEE |